# Тушетия
Тушетия (груз. თუშეთი, Тушети) — историческая и географическая горная область на северо-востоке Грузии. Находится на Северном Кавказе.
Регион, в частности, национальный парк Тушети, представлен на включение в список Всемирного наследия ЮНЕСКО.

## Географическое положение
Административно Тушетия составляет северную часть Ахметского муниципалитета региона Кахети.
Область представляет собой горную котловину в верховьях реки Андийское Койсу и её составляющих Пирикитская и Гомецарская Алазани.
Тушетия отделена с юга от Кахетии отрезком Главного Кавказского хребта от вершины Большой Борбало (3294 м) на западе до Шавиклде (3578 м) на востоке. Перевал Абано (2850 м), через который проходит построенное в 1980-х годах автомобильное шоссе Пшавели — перевал Абано — Омало, связывает крупнейшее современное селение Тушетии Омало c районным центром Ахмета.
С севера область отделена от Чечни Сулако-Терским хребтом (восточная часть Бокового хребта) от вершины Тебулосмта (4492 м) на западе до вершины Диклосмта (4285 м) на востоке. На западе, за покрытой ледниками горной стеной, расположена долина реки Арчило, входящая в историческую область Хевсурети. На востоке, ниже по течению Андийского Койсу, лежат земли российского Дагестана.
Большинство авторитетных источников, в основном советские, российские и западноевропейские, проводят границу Европа-Азия по Кумо-Манычской впадине и тем самым относят весь Кавказ, в том числе и Грузию, целиком к Азии, однако некоторые западные (в первую очередь американские) источники, полагающие границей Европа-Азия Большой Кавказ, относят территории к северу от этого хребта к Европе, при таком варианте границы Тушетия, географически располагающаяся севернее Большого Кавказа, может условно относиться к европейской части Грузии.

## Население
Исторически Тушетия состоит из нескольких территориальных единиц: Чагма, Гомецари, Пирикити и Цова. Население исповедует православное христианство, прослеживаются элементы дохристианских верований. Имеет схожую материальную и духовную культуру, во многом общую с другими горцами восточной Грузии — пшавами и хевсурами. Характерны укреплённые поселения с башенной архитектурой.
Главным занятием населения всегда являлось отгонное овцеводство.
К 1840-м годам население области было объединено в четыре общества: Гометцари, Чакма, Пирикити и Цова (два последних бацбийские).
Со временем часть жителей переселилась на юг, в Кахетию. В 1950-е годы большинство населения было переселено в долину Алазани: тушины-грузины в село Квемо-Алвани, а бацбийцы в Земо-Алвани.
В настоящее время жилыми являются около десятка селений Тушетии, но на зимний период почти все их жители переселяются в Кахетию.

## В искусстве
В Тушетии, в селениях Омало и Шенако, велись съёмки фильма «Мимино». По сценарию лётчик Валико Мизандари (Мимино) по происхождению тушин.
В 1976 году был снят телевизионный сериал «Пастухи Тушетии», который был показан по Центральному телевидению. Действующие лица, кроме главного героя, местные жители. В сериале представлена повседневная жизнь пастухов Тушетии, основанная на документальном материале.
В 1975 году в Тбилиси вышел сборник рассказов Тины Донжашвили «Мой заповедник» с рассказами о Тушетии, в частности «В Альпах Тушети».

## Галерея

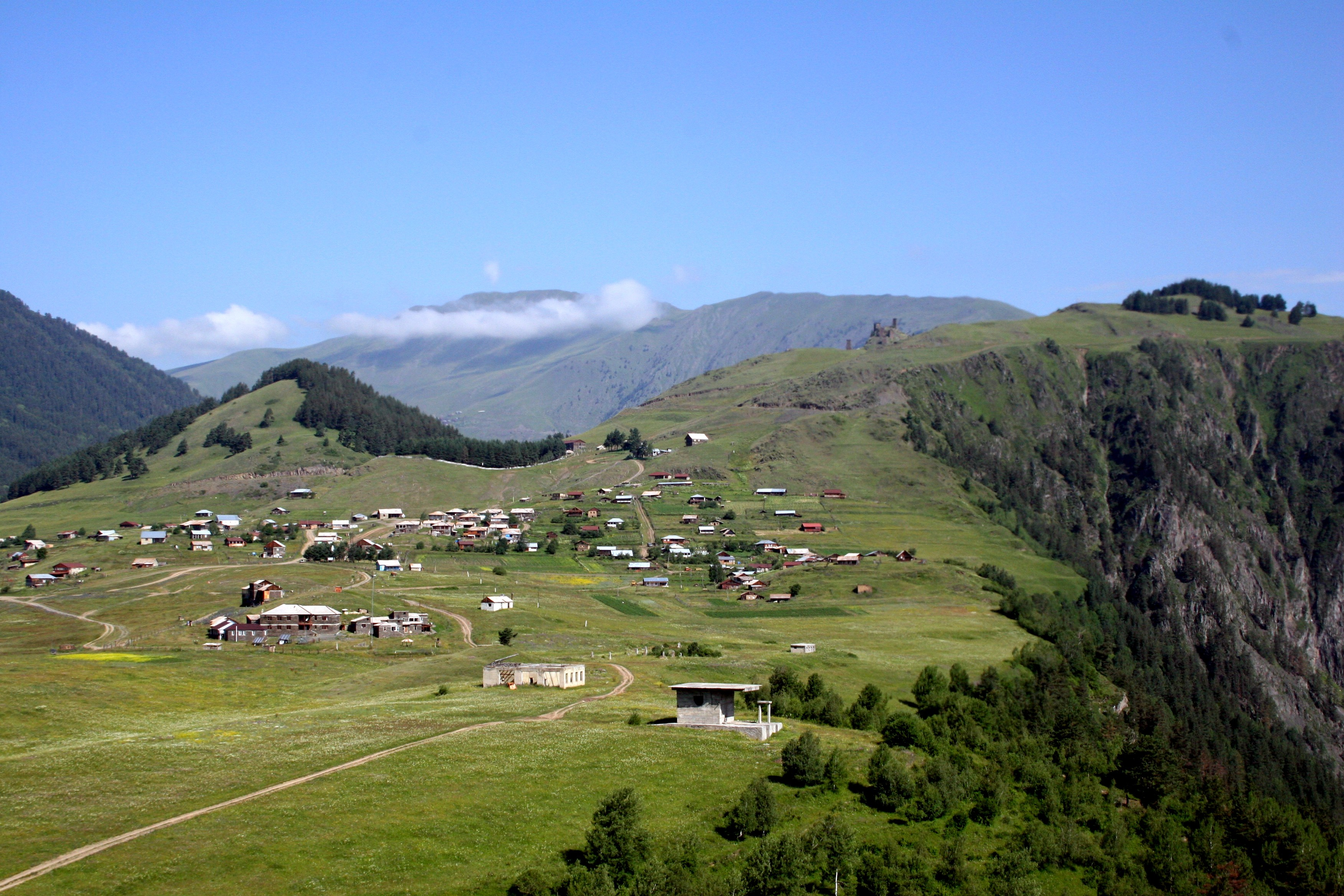
Селение Омало
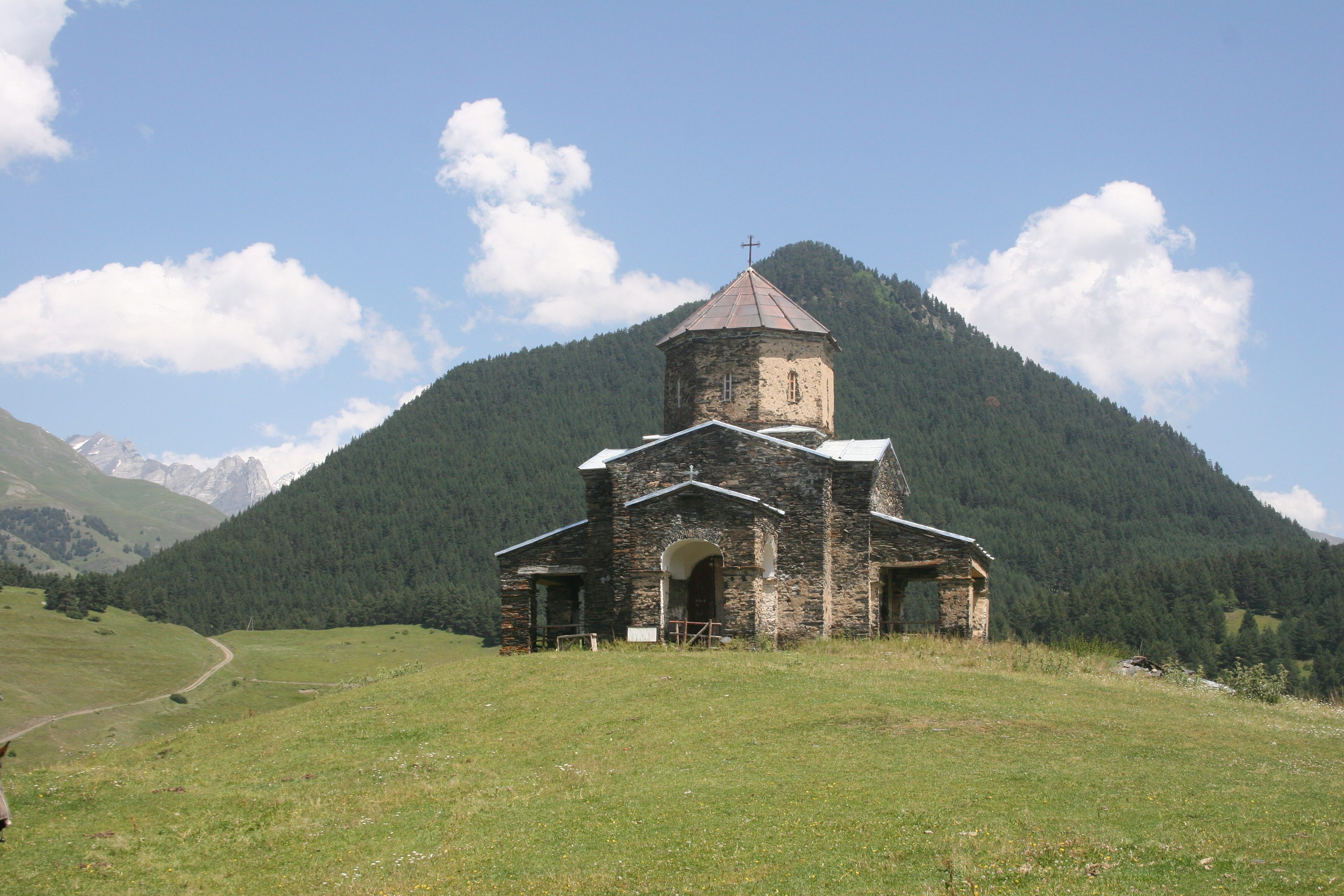
Церковь в Шенако
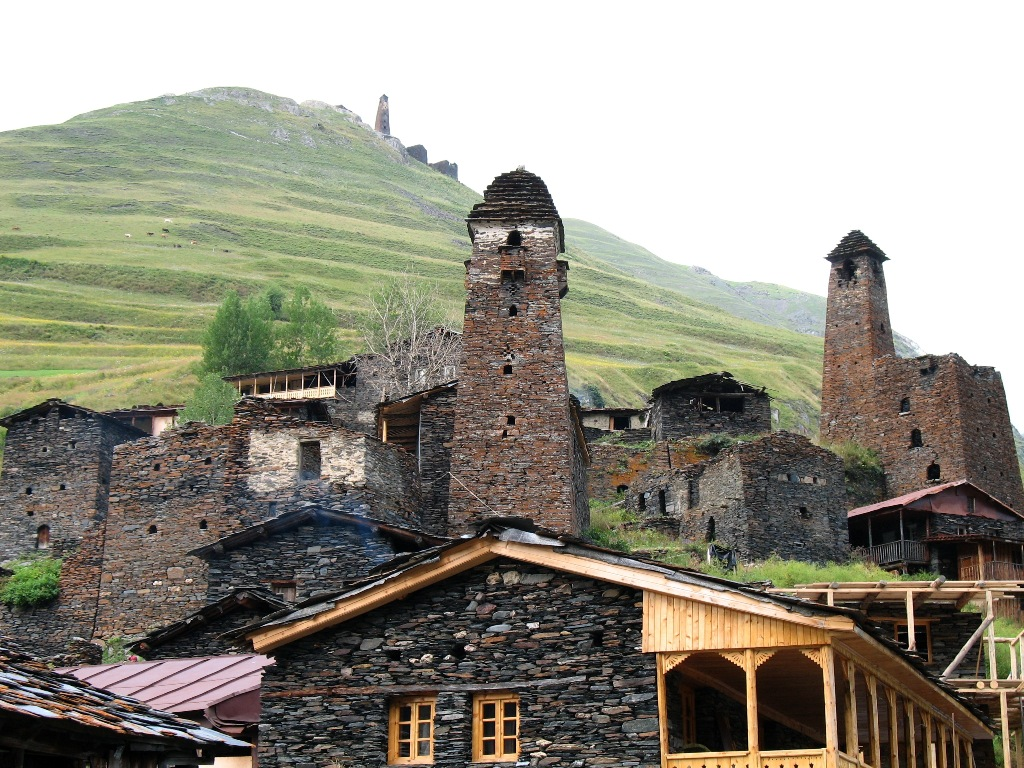
Селение Дартло
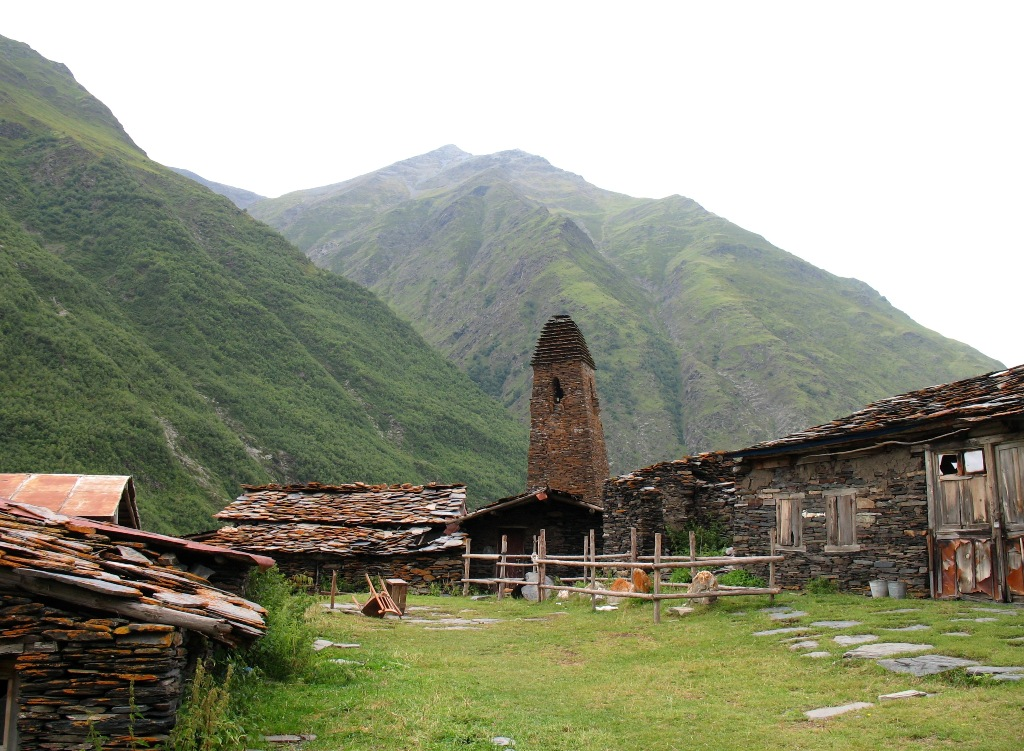
Селение Фарсма
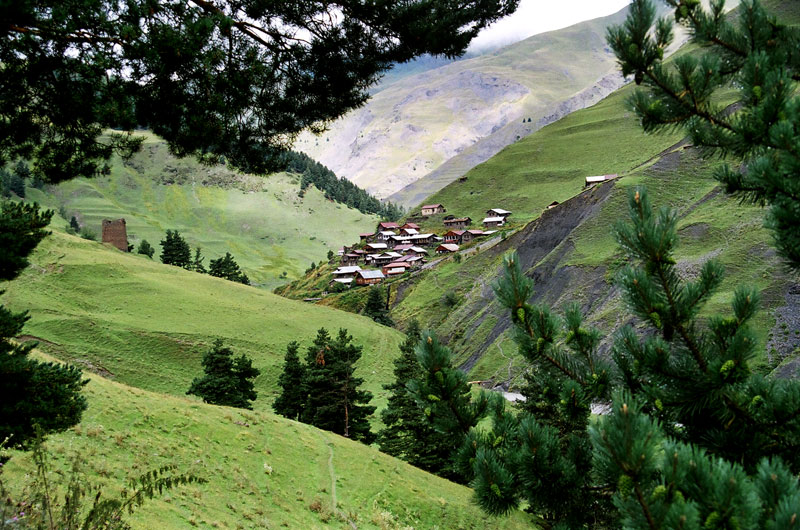
Селение Джварбосели
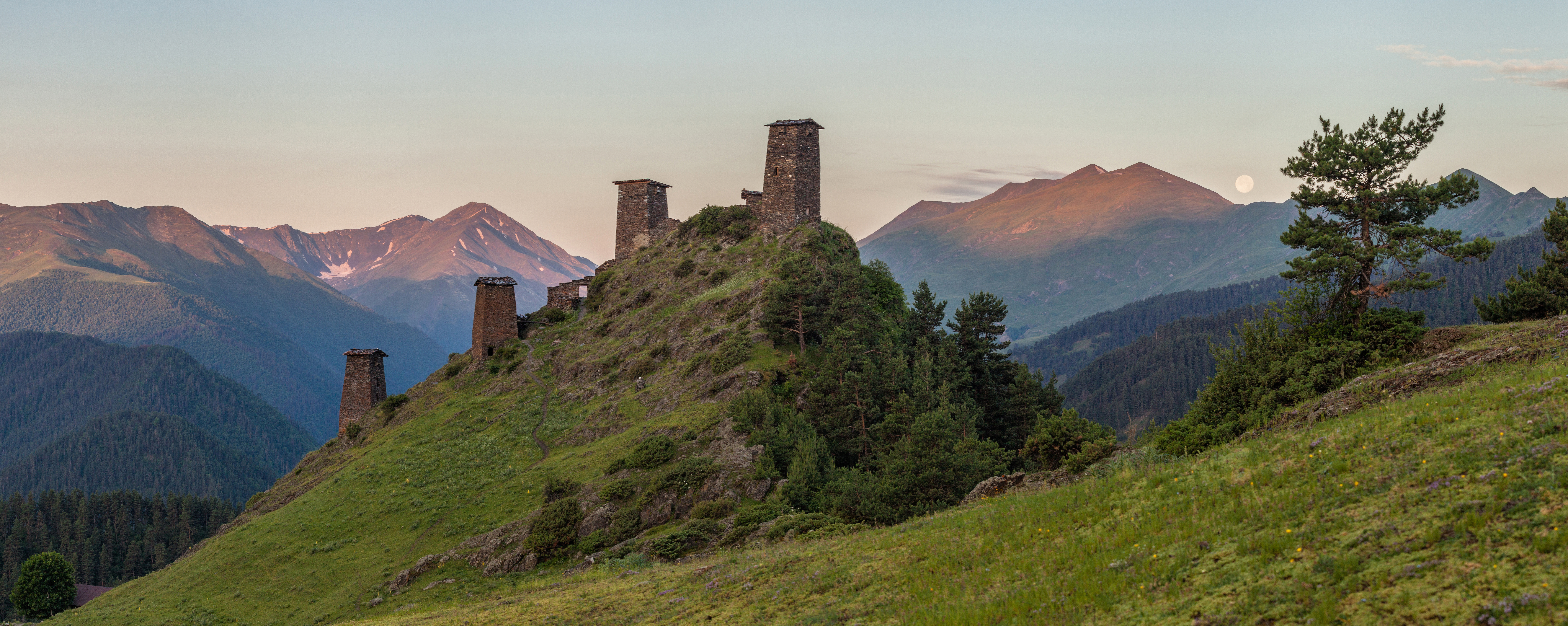
Крепость Кесело
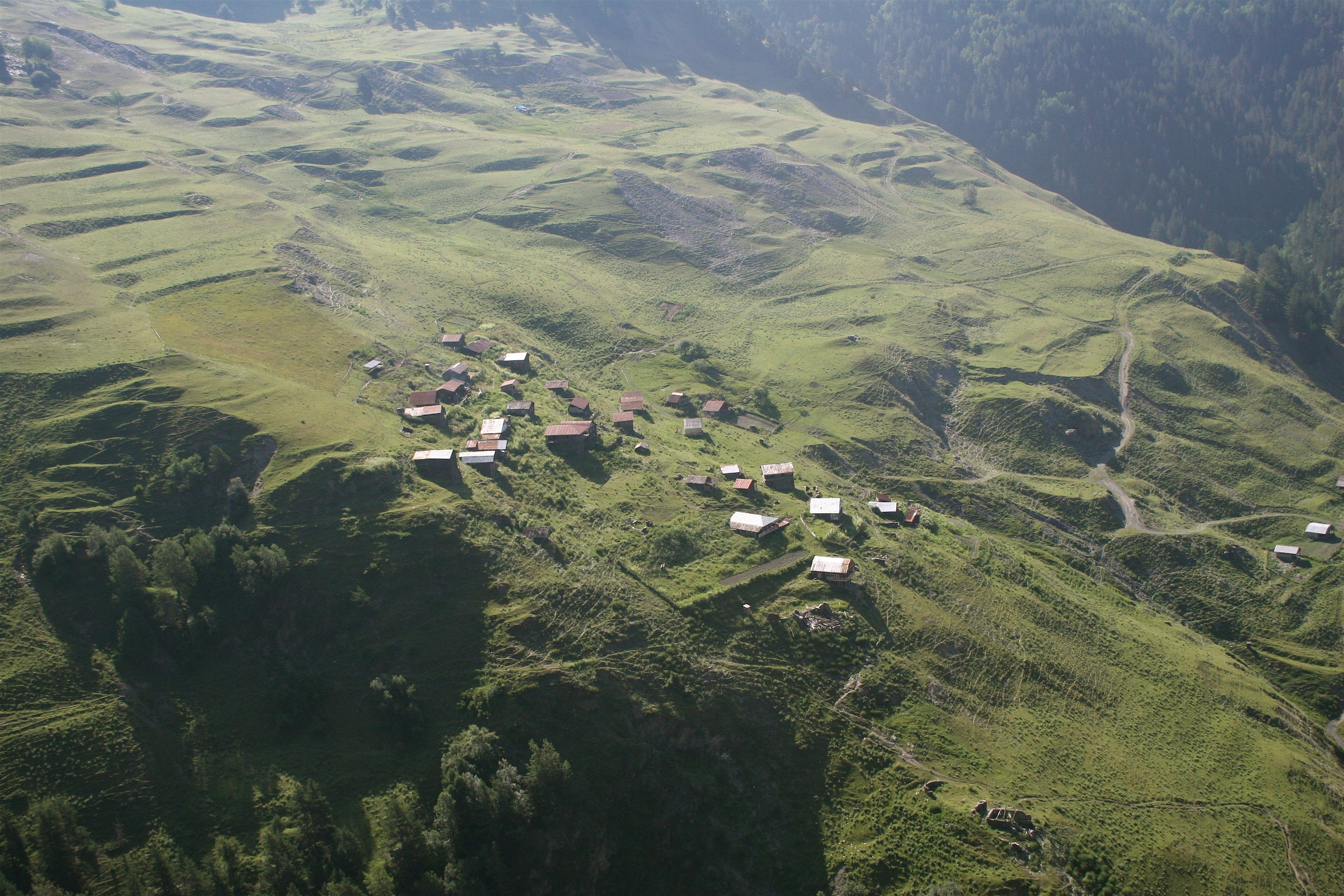
Селение Хахабо
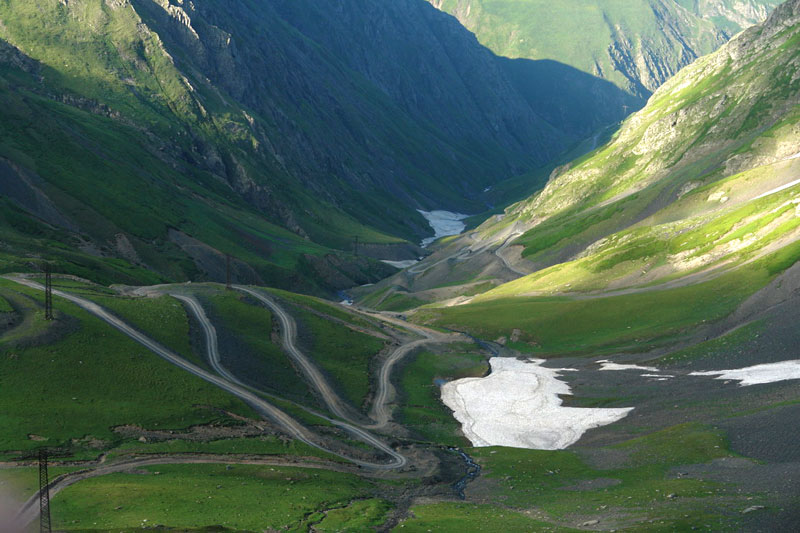